# Petelia theclaria
Petelia theclaria är en fjärilsart som beskrevs av Walker 1866. Petelia theclaria ingår i släktet Petelia och familjen mätare. Inga underarter finns listade i Catalogue of Life.